# Семен Голуховський
Семен Євстахійович Голуховський (пол. Szymon Gołuchowski; також відомий під прізвиськами Лях, Остапенко; ?, Волинське воєводство — серпень 1662, біля Лубен) — військовий і державний діяч Гетьманщини XVII століття, дипломат, покозачений шляхтич. Генеральний писар у 1659—1660, 1661 роках, генеральний суддя у 1661—1662 роках.
Діяч так званої «промосковської партії» Гетьманщини. Учасник Визвольної війни, прибічник, страченого Богданом Хмельницьким, миргородського полковника Матвія Гладкого. Після страти — довгий час переховувався на Запорозькій Січі, учасник повстання Пушкаря та Барабаша під проводом кошового отамана Якова Барабаша. Ув'язнений, як і Барабаш, за вимогою Виговського у Білгороді московською владою, але з початком московсько-козацької війни вийшов на волю та воював на стороні проголошеного московським урядом гетьмана Івана Безпалого. Після зречення Виговського був у генеральній старшині спочатку Юрія Хмельницького, шпигував на московського воєводу Києва Юрія Барятинського та наказного гетьмана Якима Сомка. Перейшов на сторону Сомка. Останнього також зрадив, перейшовши на сторону ніжинського полковника Василя Золотаренка та влаштувавши заколот.

## Життєпис
Походив із польського шляхетського роду Ґолуховських гербу Леліва, одна з гілок якого осіла у Волинському воєводстві. Мав добру освіту. У 1640-х роках мешкав у Миргороді, займав адміністративну посаду. На початку Хмельниччини покозачився, прийняв православ'я.
У 1649 році був у складі осавульського куреня Миргородського полку. Належав до кола прибічників миргородського полковника Матвія Гладкого. Після його страти та приходу до влади Григорія Лісницького деякий час був змушений переховуватися на Січі.
У 1650-х роках упродовж певного часу був писарем Генеральної військової канцелярії у Чигирині. Одружився з рідною сестрою Ганни Золотаренко — дружини Богдана Хмельницького.
Після смерті гетьмана знову переховувався від своїх ворогів на Січі. Став кошовим писарем. Підтримував повстання кошового отамана Якова Барабаша проти гетьмана Івана Виговського. У жовтні-листопаді 1657 року їздив послом Барабаша до Москви, передав царю перехоплені листи Виговського до кримського хана Мегмеда IV Ґерая.
Повернувся на Лівобережжя на початку 1658 року, був призначений миргородським полковим писарем. Боровся з прихильниками Виговського у полку. Після розгрому повстанців під Полтавою у травні 1658 року втік до Московії, був заарештований на запит гетьмана. Утримувався у Бєлгородській в'язниці. Звільнений у серпні після початку московсько-української війни. Брав участь у боях з гетьманськими військами під керівництвом Івана Безпалого.
Влітку 1659 року разом з родиною потрапив у татарський полон. Звільнений після усунення Івана Виговського від влади. Дружина померла у Криму в полоні від моровиці, про що у липні 1660 року хан повідомив Юрію Хмельницькому.
Обійняв посаду генерального писаря в уряді Юрія Хмельницького (разом з Остапом Фасцієвичем). Підписав Переяславську угоду 1659 року. У 1660 та 1661 роках очолював посольства до Варшави. У жовтні 1660 року одружився вдруге — з сестрою чигиринського полковника Петра Дорошенка.
Був противником Чуднівської угоди з Річчю Посполитою. У листопаді 1660 року усунутий від уряду на Корсунській раді — через свої промосковські погляди. Замість нього генеральним писарем став Павло Тетеря. Повернувся на Запорожжя.
У травні 1661 року вдруге обійняв писарський уряд після втечі Тетері до Польщі. Був таємним інформатором московського воєводи Юрія Барятинського та наказного гетьмана Якима Сомка. Довідавшись про це, Юрій Хмельницький хотів його розстріляти. 29 липня Голуховський втік із Чигирина, «покинув жену свою и детей». 6 серпня прибув у Переяслав — до Сомка. Від нього дістав уряд генерального судді.
У грудні 1661 року очолював козацьке посольство до Москви. Повертаючись звідти у червні 1662 року, приєднався у Ніжині до противника Сомка Василя Золотаренка (свого шваґра). Підняв на повстання проти Сомка Гадяцький і Полтавський полки. У Кременчуці стратив городового отамана — прибічника Сомка. Заарештований, привезений до наказного гетьмана у Переяслав. Врятований від страти московським воєводою Гр. Ромодановським.
Перебуваючи у таборі Ромодановського, загинув у серпні 1662 року під Лубнами — у бою з кримськими татарами — союзниками Юрія Хмельницького.

## Збірник Голуховського
Автор рукописного збірника, у якому до нас дійшов Літопис Бінвільського — хроніка, складена українським канцеляристом Яном Бінвільським, що охоплює події від часів Київської Русі до початку XVII століття. Голуховський, імовірно, був знайомий з Бінвільським, та також доповнював текст літопису.
У збірнику також містяться фрагменти з «Хроніки європейської Сарматії» Алессандро Ґваньїні та переписані історичні документи: листи до гетьмана Богдана Хмельницького, київського митрополита Сильвестра Косова, царя Олексія Михайловича, лист турецького султана до короля Сигізмунда III, лист коронного гетьмана Станіслава Конецпольського до молдавського господаря.